# حزب کمونیست ازبکستان
حزب کمونیست ازبکستان (روسی: Коммунистическая партия Узбекистана) حزب کمونیست حاکم بر جمهوری سوسیالیستی ازبکستان شوروی و بخشی از حزب کمونیست اتحاد شوروی بود. که در 28 آگوست 1991 از زیر نظر اتحاد شوروی خارج شد و به استقلال رسید و به رهبری اسلام کری اف به عنوان یک کشور کمونیست مستقل شناخته شد.

## دبیران کل حزب
- ولادیمیر ایوانوف (۱۲ فوریه ۱۹۲۵ - ۱۹۲۷)
- کوپریان کیرکیژ (۱۹۲۷ - آوریل ۱۹۲۹)
- نیکولای گیکالو (آوریل - ژوئن ۱۹۲۹)
- آیزاک زلنسکی (ژوئن - دسامبر ۱۹۲۹)
- اکمل اکراموف (دسامبر ۱۹۲۹ - ۲۱ سپتامبر ۱۹۳۷)
- پیوتر یاکوفلف (۲۱-۲۷ سپتامبر ۱۹۳۷)
- عثمان یوسوپوف (۲۷ سپتامبر ۱۹۳۷ - ۷ آوریل ۱۹۵۳)
- امین نیازوف (۷ آوریل ۱۹۵۳ - ۲۲ دسامبر ۱۹۵۵)
- نوریتدین موخیتدینوف (۲۲ دسامبر ۱۹۵۵ - ۲۸ دسامبر ۱۹۵۷)
- صابر کمالوف (۲۸ دسامبر ۱۹۵۷ - ۱۵ مارس ۱۹۵۹)
- شرف رشیدف (۱۵ مارس ۱۹۵۹ - ۳۱ اکتبر ۱۹۸۳)
- اینومجون عثمانچودشایف (۳ نوامبر ۱۹۸۳ - ۱۲ ژانویه ۱۹۸۸)
- رفیق نیشونوف (۱۲ ژانویه ۱۹۸۸ - ۲۳ ژوئن ۱۹۸۹)
- اسلام کریموف (۲۳ ژوئن ۱۹۸۹ - ۳ نوامبر ۱۹۹۱)